# Polacy na olimpijskich arenach
Polacy na olimpijskich arenach – komiks o tematyce sportowej autorstwa Jerzego Wróblewskiego (rysunki). Zeszyt ten ukazał się w roku 1980 nakładem wydawnictwa Sport i Turystyka. Komiks ten ukazał się w nakładzie 200 000 egzemplarzy. 

## Fabuła komiksu
Komiks opisuje igrzyska olimpijskie, począwszy od pierwszej Olimpiady w Atenach w roku 1896, do XXI Igrzysk Olimpijskich w Montrealu w roku 1976. Obejmuje opis zarówno olimpiad letnich i zimowych, koncentrując się przede wszystkim na występie polskich zawodników.

## Zawartość
Na drugiej stronie jest wykaz igrzysk olimpijskich letnich i zimowych rozegranych do roku 1976. Od strony trzeciej do piątej przedstawiono krótką historię igrzysk olimpijskich z uwzględnieniem startów na nich Polaków. Od strony piątej do dziesiątej przedstawiono zestawienie polskich medalistów olimpijskich. Na stronie pięćdziesiątej pierwszej przedstawiono historię olimpijskich konkursów sztuki z uwzględnieniem medalów Polaków. Na stronie pięćdziesiątej drugiej zamieszczono program Letnich Igrzysk Olimpijskich XXII olimpiady w Moskwie.  

## Wydania
- wydanie I 1980 - Sport i Turystyka, nakład: 200 000 egzemplarzy